# ReLIFE
ReLIFE (リライフ, Riraifu) és una sèrie manga japonesa en format webtoon escrita i dibuixada per Yayoiso. L'editorial NHN Japan va publicar els capítols en format digital al web de Comico del 12 d'octubre del 2013 al 16 de març del 2018. Posteriorment es van agrupar en 15 volums tankōbon editats per Earth Star Entertainment.
El 2 de juliol del 2016 se'n va estrenar una sèrie de televisió d'anime, produïda per TMS Entertainment, i una pel·lícula live-action el 2017.

## Argument
La història se centra en l'Arata Kaizaki, un ni-ni que fa anys que no té feina. Un dia, un home misteriós anomenat Ryō Yoake li ofereix una feina, però primer en Kaizaki s'haurà de convertir en un subjecte de proves del projecte ReLife: un experiment científic que li fa recuperar l'aparença que tenia fa deu anys i que l'envia de tornada a l'institut, com a estudiant. L'experiment ha de servir per arreglar els problemes de la vida del subjecte.

## Contingut de l'obra

### Manga
El manga va començar a publicar-se a l'aplicació Comico el 2013 i el 2014 es va començar a publicar en paper. La sèrie es va afegir al servei de manga en línia de Crunchyroll el 21 de desembre de 2015. A partir del 5 de març de 2018, Crunchyroll va deixar de tenir els drets del manga.
Yayoiso també va publicar diversos capítols nous, que no estan a la venda a Amazon. Aquests episodis estan disponibles, però, al lloc web oficial de Comico (NHN Japan) i altres.
Al volum 15, s'hi van afegir dos capítols extres. El primer és un epíleg. Comença la mateixa nit que la Chizuru i l'Arata recuperen els records l'un de l'altre, i acaba poc més de 4 anys després. L'altre capítol extra és un pròleg, que tracta de com l'Arata va ser elegit com a subjecte de prova.

### Anime
El 13 de febrer de 2015 es va anunciar el que la sèrie webtoon rebria una adaptació televisiva d'anime, que finalment es va començar a emetre el 2 de juliol de 2016. El repartiment principal de l'anime, la informació de l'emissió i la primera il·lustració clau es van presentar a la convenció AnimeJapan 2016 el 26 de març de 2016. TMS Entertainment va produir-ne l'anime, Satoru Kosaka el va dirigir, Michiko Yokote i Kazuho Hyodo se'n van encarregar de la composició, Junko Yamanaka en va dissenyar els personatges i Masayasu Tsuboguchi en va compondre la música. Els 13 episodis de l'anime es van emetre prèviament abans de l'emissió de televisió a l'aplicació ReLIFE Channel el 24 de juny de 2016.

#### Música
El tema d'obertura de l'anime és "Button" del grup de música Penguin Research, mentre que el tema final va ser diferent a cada episodi. Les cançons finals es recullen en un àlbum titulat "MD2000 ~ReLIFE Ending Songs~" que es va publicar el 21 de setembre de 2016. El títol "MD2000" prové d'un tipus de minidisc que va sortir l'any 2000 mentre que el concepte dels temes finals prové de les cançons que en Kaizaki solia escoltar quan anava a la secundària.
També es van publicar una sèrie de cançons de personatges el 3 d'agost de 2016, començant amb l'Arata Kaizaki al volum 1. Cada CD contenia dues cançons amb una versió instrumental respectiva. El 14 de setembre de 2016 se'n va publicar un CD de banda sonora que contenia 23 peces de música de fons de l'anime. La música està composta per Masayasu Tsuboguchi.
Llista de temes finals
| Episodi | Títol                                                                                  | Artista             |
| ------- | -------------------------------------------------------------------------------------- | ------------------- |
| 1       | "Iijuu ★ Rider" (イ―ジュ－★ライダー, Iiju ★ Raida)                                     | Tamio Okuda         |
| 2       | "Hot Limit"                                                                            | T.M. Revolution     |
| 3       | "Timing" (タイミング～Timing～, Taimingu)                                              | Black Biscuits      |
| 4       | "Honey"                                                                                | L'Arc～en～Ciel     |
| 5       | "Kore ga Watashi no Ikiru Michi" (これが私の生きる道)                                  | PUFFY               |
| 6       | "Sunny Day Sunday"                                                                     | Sentimental Bus     |
| 7       | "Saudade" (サウダージ, Saudaji)                                                        | Porno Graffitti     |
| 8       | "Yuki no Hana" (雪の華)                                                                | Mika Nakashima      |
| 9       | "There will be love there -Ai no Aru Basho-" (There will be love there -愛のある場所-) | The Brilliant Green |
| 10      | "Asu e no Tobira" (明日への扉)                                                         | I Wish              |
| 11      | "Pieces of A Dream"                                                                    | Chemistry           |
| 12      | "Natsu Matsuri" (夏祭り)                                                               | Whiteberry          |
| 14      | "Hana" (花)                                                                            | Orange Range        |
| 15      | "Cher.r.y"                                                                             | YUI                 |
| 16      | "La La La Love Song"                                                                   | Toshinobu Kubota    |
| 13, 17  | "Button" (ボータン)                                                                    | Penguin Research    |

### Pel·lícula d'imatge real
Una adaptació cinematogràfica d'imatge real del mateix nom i dirigida per Takeshi Furusawa es va estrenar als cinemes japonesos el 15 d'abril de 2017. La pel·lícula va ser protagonitzada per Taishi Nakagawa i Yuna Taira fent d'Arata Kaizaki i Chizuru Hishiro, respectivament. La pel·lícula va tenir un final original.

### Obra de teatre
A finals del 2016 es va representar una adaptació teatral de ReLIFE a Tòquio i Osaka.

## Acollida
El 1r volum va arribar al 30è lloc a les llistes setmanals de manga Oricon i, a 17 d'agost de 2014, se n'havien venut 33.637 exemplar; el 2n volum va arribar al 9è lloc i, a 16 de novembre de 2014, se n'havien venut 46.040 exemplars; el 3r volum va arribar al 23è lloc i, a 5 d'abril de 2015, se n'havien venut 73.019 exemplars.
Va quedar sisè al Zenkoku Shotenin ga Eranda Osusume Comic 2015. També va ser nominat a Millor Manga General als 39ns Premis Manga de Kodansha. La sèrie va ocupar la sisena posició al primer Next Manga Award en la categoria de manga imprès. El 2017, el manga va guanyar el premi Mangawa de França.
La sèrie havia venut 1 milió de còpies a 8 de febrer de 2016. A octubre de 2016, el manga s'havia baixat més de 20 milions de vegades.